# معجم احادیث الامام المهدی
معجم احادیث الامام المهدی مجموعه‌ای هشت‌جلدی درباره امام دوازدهم شیعیان است که در سال ۱۳۶۸ منتشر و در مراسم کتاب سال جمهوری اسلامی ایران به‌عنوان کتاب شایسته تقدیر معرفی شد.